# FC Dinamo București în sezonul 1976-1977
Sezonul 1976-77 este al 28-lea sezon pentru FC Dinamo București în Divizia A. Dinamo a dominat autoritar campionatul, instalându-se timpuriu pe prima poziție și conducând plutonul timp de 27 de etape. Dudu Georgescu a câștigat pentru a doua oară Gheata de Aur, cu un număr de goluri record - 47, el marcând 56% dintre golurile echipei. În Cupa UEFA, Dinamo a fost eliminată în turul inaugural de AC Milan.

## Rezultate
| Divizia A | Divizia A          | Divizia A           | Divizia A | Divizia A |
| Etapa     | Data               | Adversar            | Stadion   | Rezultat  |
| --------- | ------------------ | ------------------- | --------- | --------- |
| 1         | 22 august 1976     | Poli Timișoara      | deplasare | 1-3       |
| 2         | 29 august 1976     | UTA                 | acasă     | 7-0       |
| 3         | 1 septembrie 1976  | Steaua București    | acasă     | 5-2       |
| 4         | 5 septembrie 1976  | FCM Galați          | deplasare | 2-0       |
| 5         | 11 septembrie 1976 | FC Constanța        | acasă     | 4-0       |
| 6         | 19 septembrie 1976 | Rapid București     | acasă     | 3-1       |
| 7         | 25 septembrie 1976 | Corvinul Hunedoara  | deplasare | 2-0       |
| 8         | 10 octombrie 1976  | FC Argeș            | acasă     | 4-1       |
| 9         | 16 octombrie 1976  | Sportul Studențesc  | deplasare | 1-1       |
| 10        | 24 octombrie 1976  | ASA Târgu Mureș     | deplasare | 0-0       |
| 11        | 31 octombrie 1976  | SC Bacău            | acasă     | 2-1       |
| 12        | 7 noiembrie 1976   | FC Bihor            | deplasare | 0-3       |
| 13        | 14 noiembrie 1976  | U Craiova           | acasă     | 2-1       |
| 14        | 20 noiembrie 1976  | Poli Iași           | deplasare | 0-0       |
| 15        | 1 decembrie 1976   | Progresul București | deplasare | 1-2       |
| 16        | 5 decembrie 1976   | Jiul Petroșani      | acasă     | 3-1       |
| 17        | 12 decembrie 1976  | FCM Reșița          | deplasare | 1-1       |
| 18        | 1 iunie 1977       | Poli Timișoara      | acasă     | 2-0       |
| 19        | 19 martie 1977     | UTA                 | deplasare | 3-3       |
| 20        | 27 martie 1977     | Steaua București    | deplasare | 2-2       |
| 21        | 2 aprilie 1977     | FCM Galați          | acasă     | 4-0       |
| 22        | 24 aprilie 1977    | FC Constanța        | deplasare | 1-2       |
| 23        | 1 mai 1977         | Rapid București     | deplasare | 0-1       |
| 24        | 12 mai 1977        | Corvinul Hunedoara  | acasă     | 2-0       |
| 25        | 15 mai 1977        | FC Argeș            | deplasare | 2-2       |
| 26        | 22 mai 1977        | Sportul Studențesc  | acasă     | 7-1       |
| 27        | 25 mai 1977        | ASA Târgu Mureș     | acasă     | 5-1       |
| 28        | 29 mai 1977        | SC Bacău            | deplasare | 1-0       |
| 29        | 5 iunie 1977       | FC Bihor            | acasă     | 4-1       |
| 30        | 8 iunie 1977       | U Craiova           | deplasare | 1-1       |
| 31        | 12 iunie 1977      | Poli Iași           | acasă     | 1-0       |
| 32        | 19 iunie 1977      | Progresul București | acasă     | 4-1       |
| 33        | 26 iunie 1977      | Jiul Petroșani      | deplasare | 2-2       |
| 34        | 30 iunie 1977      | FCM Reșița          | acasă     | 5-0       |

| Câștigătorii Diviziei A, ediția 1976-77 |
| --------------------------------------- |
| Dinamo București Al Nouălea Titlu       |

| Cupa României | Cupa României    | Cupa României    | Cupa României | Cupa României |
| Etapa         | Data             | Adversar         | Stadion       | Rezultat      |
| ------------- | ---------------- | ---------------- | ------------- | ------------- |
| șaisprezecimi | 8 decembrie 1976 | Steaua București | București     | 1-4           |

| Legendă    |
| ---------- |
| victorie   |
| egal       |
| înfrângere |

## Cupa UEFA
Turul întâi
| 15 septembrie 1976 | Dinamo București | 0 – 0 | AC Milan | Stadionul Dinamo, București Spectatori: 20.000 Arbitru: Ohmsen (RFG) |
| 15 septembrie 1976 |                  |       |          | Stadionul Dinamo, București Spectatori: 20.000 Arbitru: Ohmsen (RFG) |

| 30 septembrie 1976 | AC Milan             | 2 – 1 | Dinamo București       | Stadionul San Siro, Milano Spectatori: 60.000 Arbitru: Paterson (Scoția) |
| 30 septembrie 1976 | Caloni 26' Silva 74' |       | Alexandru Szatmaryi 9' | Stadionul San Siro, Milano Spectatori: 60.000 Arbitru: Paterson (Scoția) |

AC Milan s-a calificat mai departe cu scorul general de 2-1.

## Echipa
Portari: Constantin Eftimescu (3 meciuri / 0 goluri), Constantin Traian Ștefan (31/0).
Fundași: Florin Cheran (34/3), Vasile Dobrău (26/3), Vasile Ghiță (11/0), Teodor Lucuță (19/0), Gabriel Sandu (29/1), Alexandru Szatmaryi (34/5).
Mijlocași: Cornel Dinu (31/6), Ion Marin (21/1), Ion Moldovan (25/2).
Atacanți: Vasile Chitaru (7/0), Alexandru Custov (33/2), Dudu Georgescu (31/47), Sorin Georgescu (1/0), Mircea Lucescu (19/7), Alexandru Moldovan (30/3), Adalbert Rozsnyai (20/3), Cristian Vrânceanu (25/0).